# Fredrik Georg Strömfelt
Fredrik Georg Strömfelt, född 25 december 1738, död 14 augusti 1814 i Helsingborg, var en svensk greve, militär och ämbetsman.

## Biografi
Fredrik Georg Strömfelt föddes 1738. Han var äldste son till landshövdingen friherre Carl Harald Strömfelt och friherrinnan Beata Elisabet Siöblad. Han var hovjunkare från 28 augusti 1741, studerade vid Lunds universitet 1752-1755 och tjänstgjorde sedan vid sjöförsvaret och hos hertig Karl av Södermanland.
Han blev kapten 1770, konteramiral 1782 och kommendant 1783. Han utsågs 1783 till landshövding i Linköpings län. 1799 upphöjdes han och brodern (som inte fick några efterkommande) till greve med manlig primogenitur. 1782 instiftade han fideikommisset Hylinge i Västra Husby socken till äldste sonen, och 1803 fideikommisset Tärnö i Husby-Oppunda socken till andra sonen.
Han var ståthållare i Norrköping vid riksdagen där 1800.

### Familj
Fredrik Georg Strömfelt gifte sig första gången 5 april 1768 med friherrinnan Anna Magdalena Wachtmeister af Björkö (1746–1782). Hon var dotter till överstelöjtnanten friherre Axel Gustaf Wachtmeister af Björkö och grevinnan Magdalena Sofia Wachtmeister af Johannishus. De fick tillsammans barnen Antoinetta Carolina Strömfelt (1769–1820) som var gift med kommissionssekreteraren Herman von Lingen, Carl Axel Strömfelt (1773–1778), Anna Magdalena Eleonora Strömfelt (1775–1845) som var gift med landshövdingen Eric von Nolcken, justitierådet Hans Fredrik Harald Strömfelt (1779–1837) och Beata Sofia Strömfelt (1781–1825).
Strömfelt gifte sig andra gången 29 april 1783 i Karlskrona med grevinnan Sofia Lovisa Wachtmeister af Johannishus. Hon var dotter till majoren Fredrik Georg hans Carl Wachtmeister af Johannishus och Hilda Birgitta Trolle. De fick tillsammans barnen generalmajoren Carl Melker Strömfelt (1784–1857) och Brita Lovisa Strömfelt (1795–1798).
Strömfelt gifte sig tredje gången 8 januari 1807 i Uppsala med friherrinnan Catharina Charlotta De Geer af Leufsta. Hon var dotter till riksrådet Emanuel De Geer af Leufsta och Charlotta Fredrika von Fersen. Efter Strömfelts död gifte Catharina Charlotta De Geer af Leufsta om sig med kabinettskammarherren Lars Fredrik Cronhielm.
En sonson i andra äktenskapet, Claes Strömfelt, blev rysk undersåte.

## Utmärkelser
- Riddare av Svärdsorden,  28 maj 1772[1]
- Kommendör av Svärdsorden,  27 november 1786[1]
- Kommendör med stora korset av Svärdsorden,  27 november 1787[1]

[Redigera Wikidata]